# Capela do Corpo Santo

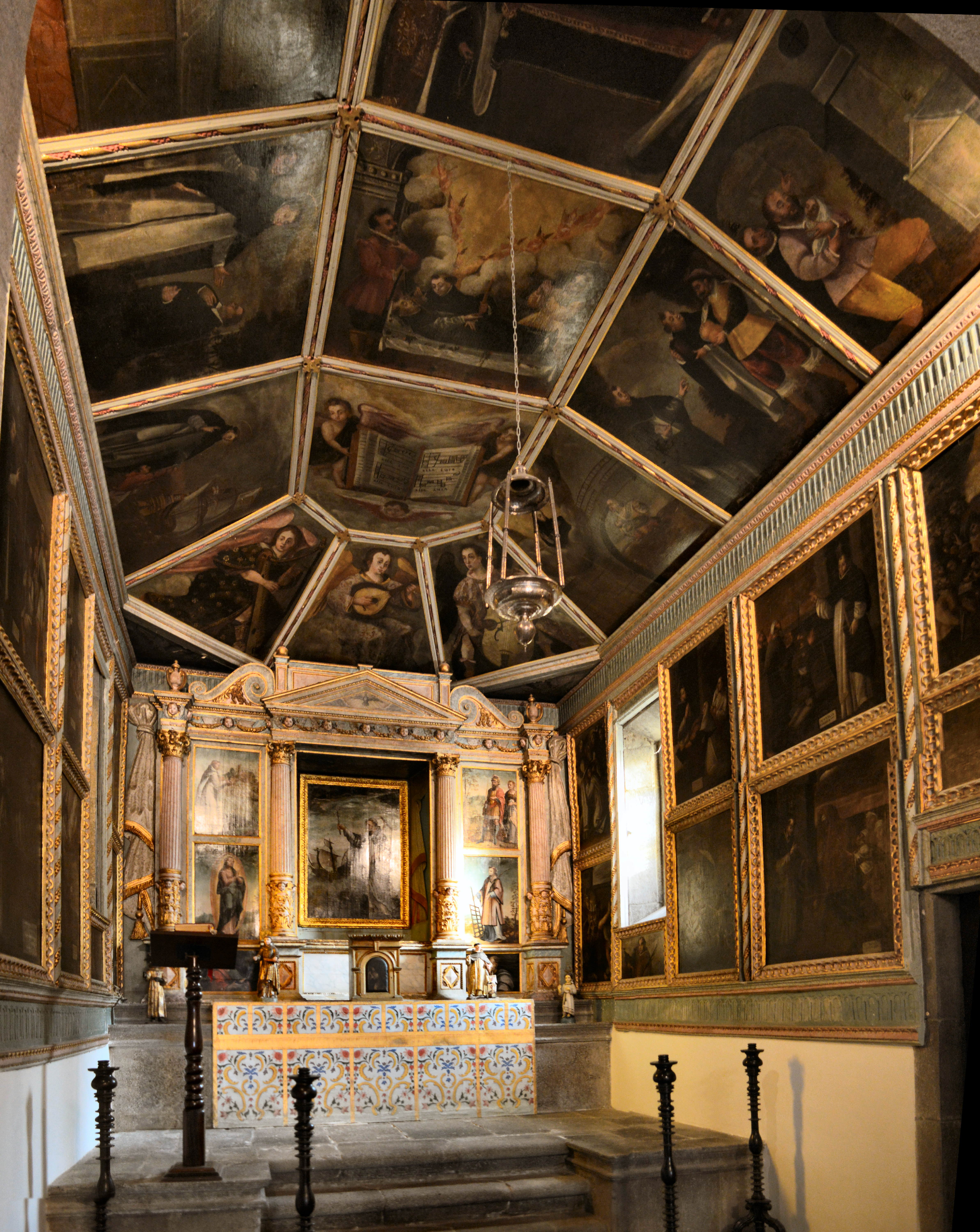
Capela do Corpo Santo, santuário.

A Capela do Corpo Santo é uma capela do século XV situada no final da antiga vila do Funchal (Rua D. Carlos I 64, 9060-051 Funchal, Portugal). É dedicada ao padroeiro dos pescadores, São Pedro Gonçalves Telmo, o “Corpo Santo”.